# تاوروس (أتيكي)
تاوروس (Ταύρος) هي مدينة في إقليم أتيكا في اليونان.